# يوليوس الأول
البابا القديس يوليوس الأول (باللاتينية: Iulius I، وبالإنجليزية: Julius I) هو بابا الكنيسة الكاثوليكية من 6 فبراير 337 إلى 12 أبريل 352.
كان يوليوس الأول من أبناء مدينة روما. اختير لخلافة البابا مارك بعد أربعة أشهر من خلو المنصب. يعرف بشكل أساسي لدوره في الخلاف الذي نشب حول الآريوسية. فبعد أن قام أتباع يوسابيوس النيقوميدي ـ الذي كان بطريركا للقسطنطينية ـ بتجديد عزلهم لأثناسيوس أسقف الإسكندرية في مجلس (سنودس) عقد في أنطاكية سنة 341، اتفقوا على إيفاد مندوبين إلى قنسطنس ـ إمبراطور الغرب ـ وإلى البابا يوليوس الأول لتمهيد الطريق إلى ما ينوون فعله. فقام يوليوس ـ الذي كان يميل في رأيه إلى مذهب أثناسيوس ـ دعا الطرفين لعرض القضية أما مجلس يرأسه هو شخصياً. غير أن الأساقفة الآريوسيين الشرقيين رفضوا هذا العرض.
قدم أثناسيوس إلى روما بعد نفيه للمرة الثانية من الإسكندرية، واعتُرف به كأسقف عادي بموجب قرار مجلس (سنودس) ترأسه يوليوس الأول سنة 342. وقد أرسل يوليوس مكتوباً إلى الأساقفة الشرقيين يعد من الوثائق الأولى التي ادعت فيها الكنيسة الغربية الرئاسة.
ثم عقد مجلس السارديكا في إليريا بشبه جزيرة البلقان بإيعاز من يوليوس، وهو مجلس لم يحضره سوي 76 أسقفاً شرقياً، ثم سرعان ما انتقل المجلس إلى فيليبوبوليس، حيث عقد مجلس فيليبوبوليس، الذي أُقصي عنه يوليوس وأثناسيوس وآخرون. وأكد الأساقفة الغربيون الثلاثمائة المتبقون القرارات السابقة التي اتخذها المجلس الروماني.
يعرف أيضاً أن يوليوس الأول هو الذي حدد تاريخ ميلاد المسيح بيوم 25 ديسمبر.
توفي يوليوس الأول في 12 أبريل 352، وخلفه ليبيريوس. وتعتبره الكنيسة الكاثوليكية قديساً تحتفل بعيده في 12 أبريل من كل عام.